# ددفلی

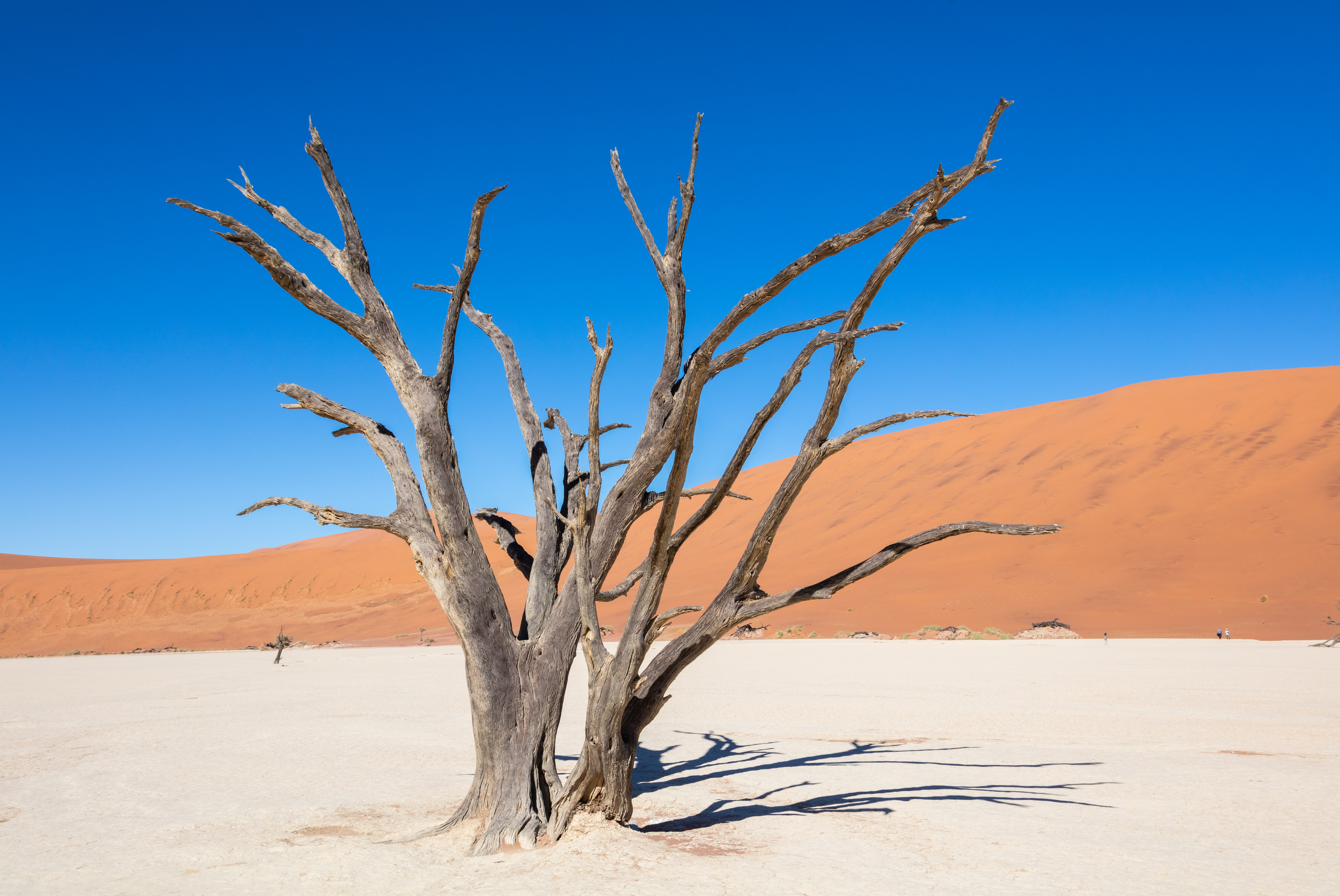
نگاره‌ای از دِدفلی در پارک ملی نامیب-نوکلوفت در نامیبیا.

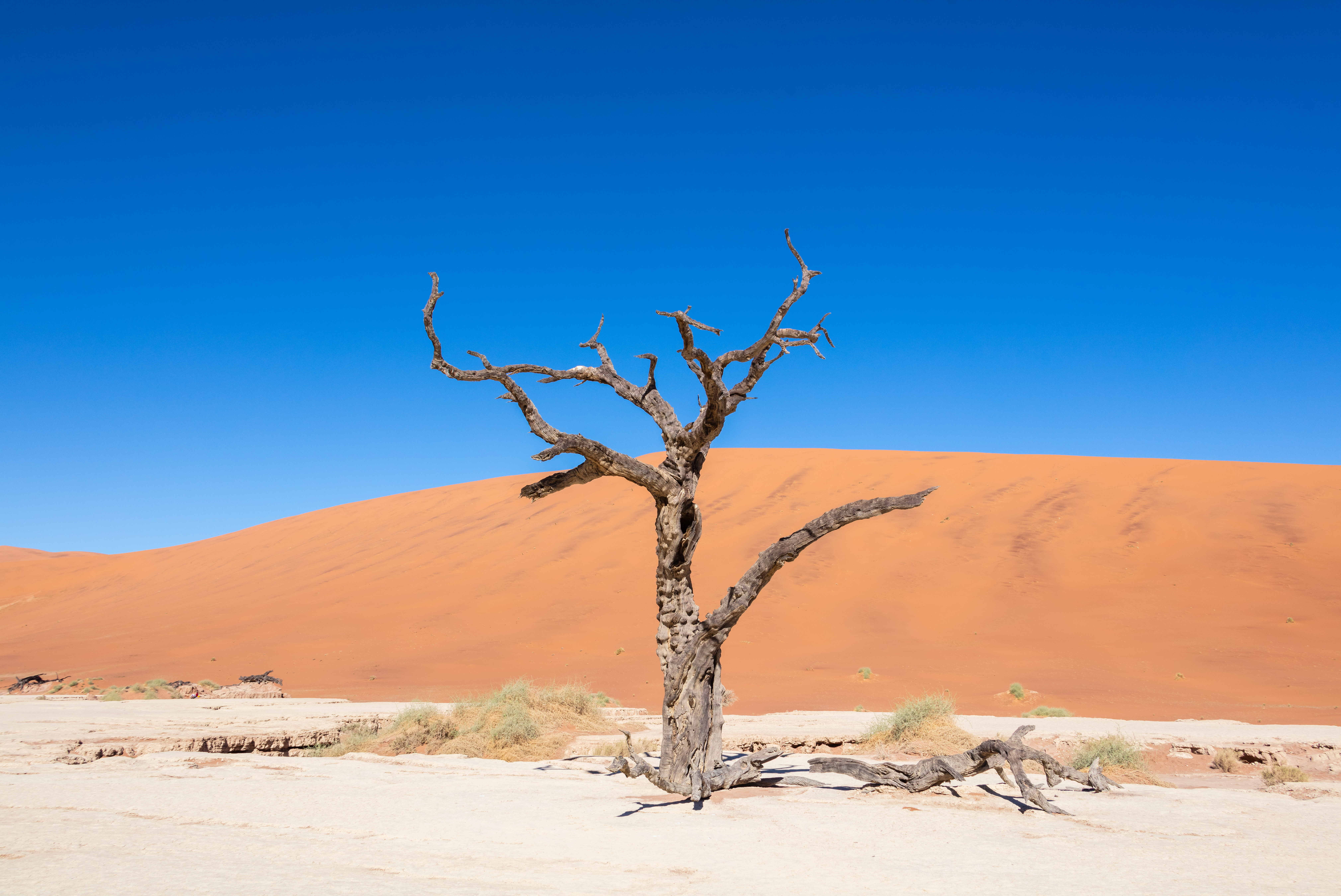
نگاره‌ای از کَفهٔ رُسی موسوم به دِدفلی.

ددفلی یا مرداب مرده (انگلیسی: Deadvlei) یک کفه رسی سفید است که در نزدیکی سطح نمکی مشهورتری به‌نام سوسوسفلی در داخل پارک ملی نامیب-نوکلوفت در نامیبیا قرار دارد. ددفلی به معنای مرداب مرده‌است (دد در انگلیسی به معنای مرده و فلی در آفریقایی به معنای دریاچه یا مردابی که در دره میان تپه‌ها قرار دارد) این نام همین‌طور به «دویی فلی» اشاره دارد که نام کاملاً آفریقایی این مرداب است. «فلی» در واقع «ولی» به معنای دره نیست و این مرداب نیز یک دره نیست. در واقع کفه به معنای مرداب خشک‌شده، است.
این ادعا وجود دارد که ددفلی با بلندترین تپه‌های ماسه‌ای در جهان احاطه شده‌است که ارتفاع بلندترین آن‌ها به ۳۰۰ تا ۴۰۰ متر (به‌طور میانگین ۳۵۰ متر، با نام‌های بیگ‌ددی یا کریزی دیون) می‌رسد که روی ماسه‌سنگ قرار گرفته‌است.
کفه‌های رسی بعد از بارندگی و هنگامی که رودخانه سائوچپ طغیان می‌کرد، با ایجاد آبگیرهای کم‌عمق موقتی به‌وجود آمدند و با فراوانی آب، به درختان تیغ شتری اجازه رشد دادند. هنگامی که آب‌وهوا تغییر کرد، خشکسالی منطقه را متأثر کرد و تپه‌های شنی کفه را محاصره کردند. در نتیجه راه رودخانه به منطقه بسته شد.
درختان در اثر نبود آب از بین رفتند و تنها گونه‌هایی مانند علف شور دوام آوردند که می‌توانند با استفاده از تنک‌مه و بارندگی‌هایی که به ندرت رخ می‌دهد، زنده بمانند. هم‌اکنون بقایای درختان که تخمین زده می‌شود ۶۰۰ تا ۷۰۰ سال پیش خشک شده باشند، در اثر تابش خورشید، سیاه شده‌اند. اگرچه این درختان سنگ‌چوب نشده‌اند اما به دلیل خشکی زیاد، تجزیه نشده‌اند.
از این منطقه به عنوان لوکیشن برخی فیلم‌ها از جمله سلول، سقوط و گجینی استفاده شده‌است.